# Прозоровский, Василий Петрович
Князь  Василий Петрович Прозоровский (ум. после 1687) — стряпчий (1658), стольник (1664) и боярин (1682).

## Биография
Представитель княжеского рода Прозоровских. Старший сын князя Петра Семёновича «Большого» Прозоровского (?—1670). Младший брат — воевода и боярин князь Алексей Петрович Прозоровский.
В 1658 году князь Василий Петрович Прозоровский упоминается в чине стряпчего в «Боярских книгах». В 1664 году он был пожалован в царские стольники.
В 1644—1674 годах князь В. П. Прозоровский служил в чине рынды при царе Алексее Михайловиче во время приёмов иностранных послов и чашника во время торжественных царских застолий. Также князь служил чашником у патриарха. Несколько раз царь отправлял его к иностранным послам «со столом».
В 1669 году князь В. П. Прозоровский сопровождал патриарха Паисия Александрийского. В 1670 году он «дневал и ночевал» у гроба царевича Алексея Алексеевича.
В 1674 году Василий Петрович Прозоровский «смотрел в кривой стол» во время царского стола, а вскоре и в «большой стол». 6 января 1675 года он был послан навстречу московскому посольству под руководством князя Никиты Ивановича Одоевского, чтобы «на встречу и о здоровье спрашивать». Во время торжественной встречи иранских послов (13 января 1675) он находился в «выборной сотне стольников».
9 мая того же года князь В. П. Прозоровский был назначен вторым воеводой в Киев, став товарищем (заместителем) боярина князя Алексея Андреевича Голицына, но 13 мая его заменил князь Яков Васильевич Хилков.
В июне 1682 года князь Василий Петрович Прозоровский получил боярский сан. Вместе с другими боярами неоднократно сопровождал царя Ивана Алексеевича во время его походов на богомолье.
Последний раз князь В. П. Прозоровский упоминается в 1687 году в «Боярских книгах».